# پنج در دو (فیلم)
پنج در دو (انگلیسی: Five Times Two) فیلم فرانسوی محصول سال ۲۰۰۴ به کارگردانی فرانسوا اوزون است.